# Schwenninger Wild Wings
Gli Schwenninger Wild Wings, noti anche come SERC Wild Wings, sono una squadra di hockey su ghiaccio tedesca fondata a Villingen-Schwenningen nel 1904. Dalla stagione 2013-14 giocano nella Deutsche Eishockey Liga.

## Storia
Il club ha cambiato più volte denominazione nel corso della sua storia:
- SEC Schwenningen (1904-1950)
- Schwenninger ERC (1950-1994)
- SERC Wild Wings (1994-)

Lo Schwenningen fu una delle squadre fondatrici della Deutsche Eishockey Liga nella stagione 1994-95 e vi rimasero fino al campionato 2002-03, quando perdettero la loro licenza. Nei successivi dieci anni i Wild Wings giocarono nella 2. Eishockey-Bundesliga, arrivando in finale nel 2010, 2011 e 2013.
Nell'estate del 2013 i Wild Wings fecero ritorno nella DEL acquistando la licenza degli Hannover Scorpions, tornando così nel massimo campionato nazionale nella stagione 2013-14.